# Hesitation Wounds
Hesitation Wounds es un supergrupo de hardcore punk estadounidense formado en 2012. La banda fue fundada por Jeremy Bolm de Touché Amoré; el guitarrista Neeraj Kane de The Hope Conspiracy y anteriormente de The Suicide File y Holy Fever; el bajista Stephen LaCour de True Cross y anteriormente de Trap Them; y Jay Weinberg, el hijo de Max Weinberg (E Street Band, The Max Weinberg 7), quien previamente actuó con Madball y Against Me!, y eventualmente se unió a Slipknot.

## Historia
En 2012, Bolm quería reunir a un grupo de músicos de los que era fanático y grabar rápidamente algunas canciones juntos. El reclutó a Kane y LaCour, que se habían conocido antes pero nunca habían grabado juntos, y a Weinberg, a quien Bolm conocía a través de Against Me! pero nunca había conocido a ninguno de los otros miembros. Bajo el nombre de Hesitation Wounds, el grupo se reunió en California y escribió tres canciones y una introducción en aproximadamente 5 horas en mayo de ese año. El grupo sintió que las canciones eran «increíbles» y las grabó al día siguiente. Estas canciones comprendieron el EP homónimo de la banda que fue lanzado casi un año después, en abril de 2013 a través de Secret Voice, una impresión de Deathwish Inc. y fundada por Bolm. Hesitation Wounds solo realizó un pequeño puñado de actuaciones en vivo en apoyo del EP antes de que los miembros estuvieran ocupados con sus bandas principales.
Hesitation Wounds se reunió años más tarde para grabar su álbum debut Awake for Everything, que salió el 27 de mayo de 2016 a través de 6131 Records. En contraste con la naturaleza impulsiva de su EP, en Awake for Everything, la banda entró en el proceso de escritura tratando de aprovechar los sonidos agresivos de la banda de hardcore de los 90, Deadguy. El álbum fue escrito en tres días a mediados de 2015, grabado «en segmentos a lo largo del tiempo» con Alex Estrada y mezclado por Kurt Ballou de Converge. Se dice que las letras de Bolm son una mezcla de temas personales y políticos, el último de los cuales siente que no es el adecuado para su banda principal, Touché Amoré. La promoción de Awake for Everything comenzó con una transmisión en línea de «Teeth», que Bolm dijo que «refleja los antecedentes musicales de cada miembro en una canción corta». La banda también transmitió la canción «Guthrie» antes del lanzamiento del álbum, que se inspiró en la letra original de la canción folklórica de Woody Guthrie, «This Land Is Your Land» y la cobertura mediática actual de la población inmigrante ilegal de los Estados Unidos.
Grabado en solo unos días con Zach Tuch, Hesitation Wounds lanzó su segundo álbum de estudio Chicanery a través de Deathwish Inc. el 30 de agosto de 2019. Para este disco, Thomas Cantwell de Gouge Away reemplazó a Weinberg en la batería. Se espera que Chicanery continúe con las inclinaciones políticas de Awake for Everything.

## Miembros
Miembros actuales
- Jeremy Bolm (Touché Amoré) – voz (2012–presente)
- Neeraj Kane (The Hope Conspiracy, The Suicide File) – guitarra (2012–presente)
- Stephen LaCour (True Cross, Trap Them) – bajo (2012–presente)
- Thomas Cantwell  (Gouge Away, Axis) – batería (2019-presente)

Antiguos miembros
- Jay Weinberg (Slipknot, Against Me!, Madball) – batería (2012-2019)

## Discografía
Álbumes de estudio
- Awake for Everything (2016,  6131 Records)
- Chicanery (2019, Deathwish Inc.)

EP
- Hesitation Wounds (2013, Secret Voice)